# Морбиделли, Франко
Франко Морбиделли (род. 4 декабря 1994, Рим, Италия) — итальянский мотогонщик. Чемпион мира 2017 года в классе Moto2, вице-чемпион мира в классе MotoGP в 2020 году. В настоящее время выступает за Monster Energy Yamaha в классе MotoGP чемпионата мира по мотоциклам.
Хотя Морбиделли носит ту же фамилию, что и бывшая марка мотоциклов Morbidelli, он не связан с основателем Джанкарло Морбиделли.

## Карьера
В 2011 году Морбиделли дебютировал в Кубке FIM Superstock 600 с командой Forwards Racing Jr Team на Yamaha R6 и закончил сезон 17-м в общем зачете. В 2012 году перешёл в команду Bike Service Racing Team и закончил сезон шестым в общем зачете. В 2013 году выступал за San Carlo Team Italia на Kawasaki ZX-6R и стал чемпионом FIM Superstock 600 Cup.
Морбиделли также дебютировал в классе Moto2 на чемпионате мира по мотоциклам в сезоне 2013 года на Suter, принадлежащем команде Federal Oil Gresini Moto2 Фаусто Грезини. В 2014 и 2015 годах ездил на Kalex в составе гоночной команды Italtrans. С 2016 года у него был контракт с Estrella Galicia 0,0 Marc VDS, где также выступал на Kalex.
На Гран-при Индианаполиса 2015 года Морбиделли впервые занял подиум на чемпионате мира, заняв третье место после Алекса Ринса и Иоганна Зарко.
В 2017 году Морбиделли одержал свою первую победу на Гран-при Катара. По итогам сезона он впервые в карьере стал чемпионом мира, выиграв в том сезоне восемь гонок и в общей сложности 12 раз поднимаясь на подиум. Это сделало Морбиделли первым итальянским чемпионом мира после Валентино Росси в 2009 году в MotoGP.
На сезон 2018 года перешёл в класс MotoGP чемпионата мира по мотоциклам. Его лучшим результатом было восьмое место на Гран-при Австралии. Морбиделли занял 15-е место в общем зачете и был назван лучшим дебютантом и новичком года.
С 2019 года Франко Морбиделли участвует в гонках за Petronas Yamaha SRT вместе с Фабио Куартараро. Заняв пятое место на Гран-при Америки 14 апреля 2019 года, он добился своего лучшего результата в сезоне, который смог повторить трижды за сезон. Морбиделли закончил сезон на десятом месте, но проиграл командную дуэль Куартараро со 192 против 115 очков.
Сезон 2020 года начался для итальянца с пятого места на Гран-при Испании.